# 24 uur van Daytona 1967
De 24 uur van Daytona 1967 was de 6e editie van deze endurancerace. De race werd verreden op 4 en 5 februari 1967 op de Daytona International Speedway nabij Daytona Beach, Florida.
De race werd gewonnen door de Ferrari s.p.a. #23 van Lorenzo Bandini en Chris Amon, die allebei hun eerste Daytona-zege behaalden. De P2.0-klasse werd gewonnen door de Porsche of Stuttgart #52 van Hans Herrmann en Jo Siffert. De S+2.0-klasse werd gewonnen door de J. W. Automotive #11 van Dick Thompson en Jacky Ickx. De GT2.0-klasse werd gewonnen door de RBM Motors #54 van Jack Ryan en Bill Bencker. De T2.0-klasse werd gewonnen door de George Drolsom #61 van George Drolsom en Harold Williamson. De T+2.0-klasse werd gewonnen door de Ring Free Oil Racing Team #72 van Paul Richards, Ray Cuomo en John Norwood. De GT+2.0-klasse werd gewonnen door de Cannons Auto Service #43 van Dana Kelder en Ara Dube. In de S2.0-klasse kwamen geen auto's aan de finish.

## Verslag
Anno 1967 was Ford in een strijd met Ferrari verwikkeld, die ontstond nadat de Italiaanse fabrikant weigerde om door de Amerikanen te worden opgekocht. Zodoende besloot Ford om de enduranceracerij in te gaan, wat in 1966 zijn vruchten afwierp met zeges in Daytona, de 12 uur van Sebring en de 24 uur van Le Mans, alsmede de eindzege in het wereldkampioenschap. Voor de 24 uur van Daytona in 1967 schreef Ford zo veel mogelijk auto's in om de kans op een nieuwe zege zo groot mogelijk te maken. Er stonden zes fabrieksauto's aan de start, aangevuld met een groot aantal privé-inschrijvingen. Het fabrieksteam reed met een Ford GT40, terwijl de privéteams met diverse modellen deelnamen. In de winter van 1966 had Ferrari echter ook niet stilgezeten. Technisch directeur Mauro Forghieri kreeg van teambaas Enzo Ferrari de volledige vrijheid om nieuwe auto's en motoren te ontwerpen. Als resultaat werden er meerdere nieuwe modellen in de Ferrari P-serie ontwikkeld, die de namen 330 P3/4, 330 P4 en 412 P kregen. Ondanks de hoge kosten reisde Ferrari in december 1966 al af naar Daytona voor een testsessie
In de kwalificatie behaalde de Ford van Dan Gurney en A.J. Foyt de pole position, met slechts twee tienden voorsprong op de Chaparral 2F van Phil Hill en Mike Spence. De eerste fabrieksauto van Ferrari, die van Chris Amon en Lorenzo Bandini, startte als vierde, nog achter de privé-inschrijving van Pedro Rodríguez en Jean Guichet. Direct na de start pakte Hill de leiding, en na een half uur had hij twintig seconden voorsprong op Gurney. Ford en Ferrari richtten zich ondertussen op hun eigen rondetijden en besloten om geen aanval op de leiding te wagen, tenzij de voorsprong opliep tot meer dan vijf ronden.
Na drie uur raakte de Chaparral in een spin en moest deze opgeven, waardoor de Ferrari van Mike Parkes en Ludovico Scarfiotti de leiding overnam. Ook de andere Chaparral van Bob Johnson en Bruce Jennings moest de strijd staken. De auto's van Ford kampten met veel mechanische problemen, zoals defecte afdichtingen en transaxles, en moesten een voor een naar de pitstraat voor lange pitstops of opgaves. De monteurs van Ford voerden steeds meer reparaties uit, maar uiteindelijk moesten bijna alle auto's van de fabrikant opgeven. Gurney en Foyt moesten een overbrenging laten vervangen en lagen nog wel vijfde, maar zes uur voor de finish moesten zij ook definitief opgeven. De enige fabrieksauto van Ford die Ferrari nog kon bedreigen, die van Bruce McLaren en Lucien Bianchi, moest vanwege oververhitting hun snelheid sterk minderen. Deze inschrijving eindigde de race als zevende, op 73 ronden achterstand.
Met nog een half uur te gaan lagen er drie Ferrari's op de eerste drie posities. Zij verminderden hun snelheid, zodat zij naast elkaar over de finish konden rijden. Dit was een reactie op de fotofinish van Ford gedurende de 24 uur van Le Mans in 1966. In tegenstelling tot deze editie, waarbij twee auto's dezelfde afstand hadden afgelegd en in eerste instantie niet duidelijk was wie er had gewonnen, was het verschil tussen de nummers een en twee ditmaal drie ronden. De foto die van deze finish werd gemaakt hing nog lang in het kantoor van Enzo Ferrari. De eerste Ford, de privé-J. W. Automotive van Dick Thompson en Jacky Ickx, eindigde als zesde, nog achter twee Porsches. De race wordt door diverse media ook wel "de wraak van Enzo" genoemd. Ferrari heeft in de gehele race meer dan twintig uur aan de leiding gelegen.

## Race
Winnaars in hun klasse zijn vetgedrukt.
| Pos. | Klasse | No. | Team                          | Coureurs                                     | Chassis                        | Ronden |
| ---- | ------ | --- | ----------------------------- | -------------------------------------------- | ------------------------------ | ------ |
| 1    | P+2.0  | 23  | Ferrari s.p.a.                | Lorenzo Bandini Chris Amon                   | Ferrari 330 P4                 | 666    |
| 2    | P+2.0  | 24  | Ferrari s.p.a.                | Mike Parkes Ludovico Scarfiotti              | Ferrari 330 P4                 | 663    |
| 3    | P+2.0  | 26  | North American Racing Team    | Pedro Rodríguez Jean Guichet                 | Ferrari 412P                   | 637    |
| 4    | P2.0   | 52  | Porsche of Stuttgart          | Hans Herrmann Jo Siffert                     | Porsche 910                    | 618    |
| 5    | P2.0   | 55  | Squadra Tartaruga Switzerland | Dieter Spoerry Rico Steinemann               | Porsche 906 LH                 | 608    |
| 6    | S+2.0  | 11  | J. W. Automotive              | Dick Thompson Jacky Ickx                     | Ford GT40                      | 601    |
| 7    | P+2.0  | 1   | Shelby American               | Bruce McLaren Lucien Bianchi                 | Ford Mk.II                     | 593    |
| 8    | S+2.0  | 20  | William Wonder Inc.           | William Wonder Raymond Caldwell              | Ford GT40                      | 573    |
| 9    | GT2.0  | 54  | RBM Motors                    | Jack Ryan Bill Bencker                       | Porsche 911 S                  | 555    |
| 10   | T2.0   | 61  | George Drolsom                | George Drolsom Harold Williamson             | Porsche 911 S                  | 542    |
| 11   | T+2.0  | 72  | Ring Free Oil Racing Team     | Paul Richards Ray Cuomo John Norwood         | Ford Mustang                   | 526    |
| 12   | T+2.0  | 19  | Howmet Corp.                  | Ray Heppenstall Bill Seeley                  | Ford Falcon                    | 518    |
| 13   | GT2.0  | 73  | Peter Marinelli               | John Tremblay Larry B. Perkins               | Volvo P1800                    | 500    |
| 14   | GT+2.0 | 43  | Cannons Auto Service          | Dana Kelder Ara Dube                         | Triumph TR4A                   | 499    |
| 15   | T+2.0  | 21  | Brock Yates                   | Brock Yates Charles Krueger                  | Dodge Dart                     | 498    |
| 16   | T+2.0  | 66  | Tom Yeager                    | Tom Yeager Walt Hane Peter Feistman          | Ford Mustang                   | 498    |
| 17   | GT2.0  | 86  | Kenneth G. Chambliss          | Bill Eve Ernie Croucher Pete Glenn           | MGB                            | 493    |
| 18   | GT+2.0 | 42  | Cannons Auto Service          | Steven Sommer Guido Levetto                  | Triumph TR4A                   | 491    |
| 19   | T2.0   | 75  | Ike Maxwell                   | Ike Maxwell William Martin                   | Volvo 122S                     | 485    |
| 20   | T+2.0  | 71  | Ring Free Oil Racing Team     | Anita Taylor Smokey Drolet Janet Guthrie     | Ford Mustang                   | 484    |
| 21   | S+2.0  | 32  | Peter Clarke                  | Peter Clarke Edward Nelson                   | Ferrari 250 LM                 | 484    |
| 22   | T2.0   | 89  | Ross Bremer                   | Ross Bremer Don Kearney Billy Turner         | Ford Cortina Lotus             | 477    |
| NC   | T2.0   | 77  | Precision Auto Inc.           | John Bentley Brian Beddow                    | Alfa Romeo GTA                 | 465    |
| NC   | P2.0   | 96  | Jim Baker                     | Donna Mae Mims Suzy Dietrich                 | ASA 411                        | 459    |
| NC   | P2.0   | 84  | Jim Baker                     | Dick Ganger Al Weaver Ken Goodman            | MGB GT                         | 406    |
| NC   | T2.0   | 74  | Arthur Mollin Racing Ent.     | Arthur Mollin Art Riley                      | Volvo 122S                     | 400    |
| NC   | T2.0   | 90  | Del Russo Taylor              | Del Russo Taylor Bob Pratt Charles Lyon      | Alfa Romeo GTA                 | 360    |
| NC   | GT+2.0 | 46  | Richard Robson                | Richard Robson Rajah Rodgers Bill Buchman    | Jaguar XKE                     | 320    |
| NC   | GT+2.0 | 48  | Atlas Van Lines               | Tim Burr Buell Owen Clint Cavin              | Triumph TR4                    | 264    |
| DNF  | P+2.0  | 3   | Shelby American               | A.J. Foyt Dan Gurney                         | Ford Mk.II                     | 464    |
| DNF  | T+2.0  | 36  | Roger Penske                  | George Wintersteen Joe Welch Bob Brown       | Chevrolet Camaro               | 456    |
| DNF  | P+2.0  | 33  | Ecurie Francorchamps          | Willy Mairesse Jean Blaton                   | Ferrari 412P                   | 401    |
| DNF  | GT+2.0 | 18  | Roger West                    | Roger West Bobby Allison                     | Shelby GT350                   | 343    |
| DNF  | P2.0   | 34  | Harrah Modern Classic Motors  | Charlie Kolb John Fulp                       | Ferrari Dino 206S              | 341    |
| DNF  | P+2.0  | 28  | North American Racing Team    | Jo Schlesser Masten Gregory Peter Gregg      | Ferrari 365 P2                 | 338    |
| DNF  | P+2.0  | 14  | Chaparral Cars Inc.           | Bob Johnson Bruce Jennings                   | Chaparral 2D                   | 334    |
| DNF  | GT+2.0 | 67  | Dos Caballos Racing Inc.      | Fred van Beuren Paul Jett Don Pike           | Shelby GT350                   | 313    |
| DNF  | T+2.0  | 76  | John McComb                   | John McComb Dave Dooley                      | Ford Mustang                   | 312    |
| DNF  | P+2.0  | 31  | David Piper                   | David Piper Richard Attwood                  | Ferrari 365 P2/3               | 311    |
| DNF  | P+2.0  | 6   | Holman & Moody                | Lloyd Ruby Denny Hulme                       | Ford Mk.II                     | 299    |
| DNF  | P+2.0  | 5   | Holman & Moody                | Mario Andretti Richie Ginther                | Ford Mk.II                     | 298    |
| DNF  | P+2.0  | 2   | Shelby American               | Ronnie Bucknum Frank Gardner                 | Ford Mk.II                     | 274    |
| DNF  | T+2.0  | 40  | Craig Fisher                  | Craig Fisher George Eaton                    | Chevrolet Camaro               | 258    |
| DNF  | P+2.0  | 4   | Holman & Moody                | Mark Donohue Peter Revson                    | Ford Mk.II                     | 236    |
| DNF  | P2.0   | 51  | Porsche of Stuttgart          | Gerhard Mitter Jochen Rindt                  | Porsche 906 E                  | 194    |
| DNF  | T+2.0  | 16  | Joie Chitwood                 | Joie Chitwood Jack McClure                   | Chevrolet Camaro               | 186    |
| DNF  | GT+2.0 | 45  | Joe Hines                     | C. C. Canada Joe Hines T. J. Kelly           | Triumph TR4                    | 186    |
| DNF  | P2.0   | 53  | Porsche of Stuttgart          | Udo Schütz Rolf Stommelen Gijs van Lennep    | Porsche 906                    | 170    |
| DNF  | S2.0   | 56  | Charles Vögele                | Charles Vögele Walter Habegger               | Porsche 906 LH                 | 146    |
| DNF  | GT+2.0 | 29  | Pedro Rodríguez               | Carlos Salas Guterrez Héctor Rebaque sr.     | Ferrari 275 GTB/C              | 136    |
| DNF  | P2.0   | 47  | Fred Opert Racing             | Peter Gethin Fred Opert Roy Pike             | Chevron B4                     | 106    |
| DNF  | S+2.0  | 9   | Brescia Racing Corse          | Umberto Maglioli Mario Casoni                | Ford GT40                      | 93     |
| DNF  | P+2.0  | 15  | Chaparral Cars                | Phil Hill Mike Spence                        | Chaparral 2F                   | 93     |
| DNF  | P+2.0  | 8   | Jim White Chevrolet Inc.      | Tony Denman Bob Brown                        | Chevrolet Corvette Grand Sport | 72     |
| DNF  | T2.0   | 82  | Harry Theodoracopulos         | Harry Theodoracopulos Sam Posey Jim Haynes   | Alfa Romeo GTA                 | 69     |
| DNF  | S+2.0  | 7   | Herb Byrne                    | Herb Byrne Dick Thetford Russell Beazell     | Shelby Cobra                   | 56     |
| DNF  | GT+2.0 | 44  | Ray Stoutenburg               | Ray Stoutenburg James Taylor Roger McCluskey | Triumph TR4A                   | 22     |
| DNF  | T2.0   | 87  | Chet Freeman                  | Chet Freeman Al Weaver John Marshall         | Ford Cortina Lotus             | 18     |
| DNF  | GT2.0  | 63  | Dockery Ford Inc.             | Bob Grossman Martin Krinner                  | Shelby GT350                   | 1      |
| DNS  | T+2.0  | 22  | JoKar Racing Associates       | Frank Karmatz Raymond Caldwell               | Plymouth Barracuda             | 0      |
| DNS  | S2.0   | 58  | Rod Savyer                    | Tony Dean Trevor Taylor                      | Porsche 906                    | 0      |
| DNS  | T2.0   | 85  | Jim Baker                     | Ken Goodman Jim Baker                        | Alfa Romeo GTA                 | 0      |

1962 · 1963 · 1964 · 1965 · 1966 · 1967 · 1968 · 1969 · 1970 · 1971 · 1972 · 1973 · 1974 · 1975 · 1976 · 1977 · 1978 · 1979 · 1980 · 1981 · 1982 · 1983 · 1984 · 1985 · 1986 · 1987 · 1988 · 1989 · 1990 · 1991 · 1992 · 1993 · 1994 · 1995 · 1996 · 1997 · 1998 · 1999 · 2000 · 2001 · 2002 · 2003 · 2004 · 2005 · 2006 · 2007 · 2008 · 2009 · 2010 · 2011 · 2012 · 2013 · 2014 · 2015 · 2016 · 2017 · 2018 · 2019 · 2020 · 2021 · 2022 · 2023 · 2024 · 2025